# Kwadwo Asamoah
Kwadwo Asamoah (Ghana, 9 de desembre de 1988) és un futbolista ghanès que juga de centrecampista.

## Palmarès
Juventus FC
- 6 Serie A: 2012-13, 2013-14, 2014-15, 2015-16, 2016-17, 2017-18.
- 4 Copa Itàlia: 2014-15, 2015-16, 2016-17, 2017-18.
- 3 Supercopa Itàlia: 2012, 2013, 2015.